# Can’t Stop The Hardcore Tour
A Can’t Stop The Hardcore Tour a Scooter 2016-ban megrendezett turnéja, melynek során az együttes nem sokkal korábban megjelent "Ace" című albumát népszerűsítették. Mivel rendhagyó módon a turnét már másfél évvel korábban meghirdették, így ez tulajdonképpen nem minősül albumturnénak, lévén alig került bele új szám. Nem voltak emellett apró extrák sem, amelyek színesíteni szokták a turnét (pl. nem volt olyan szám sem, amelyet már régen nem játszottak, sem olyan, amit áthangszereltek volna). Ez volt az első turné, melyen Phil Speiser is szerepelt, aki Rick J. Jordan helyére került. A turnén a bemelegítést előfellépőként a német DJ, MICAR biztosította.
Bár hivatalosan nem voltak turnéfellépések, de Michael Simon és maga a zenekar is néhol úgy hivatkozott egy-egy helyszínre, mintha azok még mindig a turné részei lennének. Ezek külön feltüntetésre kerülnek a helyszínek felsorolásánál.

## Dalok listája
A scootertechno.ru információi alapján a következő dalok hangzottak el a turné során:
1. Intro (Tiesto – Ten Seconds Before Sunrise / Carmina Burana: Fortuna Imperatrix Mundi / Ace))
2. Oi
3. Riot
4. One (Always Hardcore)
5. Weekend!
6. Stuck On Replay / Bit A Bad Boy
7. Ramp! (The Logical Song)
8. How Much is The Fish?
9. Who’s That Rave?
10. Mary Got No Lamb
11. J'adore Hardcore
12. Jump That Rock (Whatever You Want)
13. Opium / 999 (Call The Police) (instrumentális verzió)
14. Bigroom Blitz
15. The Leading Horse
16. Marian
17. Lass Uns Tanzen / Shake That!
18. Nessaja
19. Posse (I Need You On The Floor)
20. Habanera / Fuck The Millennium / Call Me Manana
21. Jigga Jigga!
22. Maria (I Like It Loud)
23. Fire
24. Energy 52 – Café Del Mar / Hyper Hyper (2004-es verzió) / Move Your Ass! (hardstyle verzió)

## Helyszínek

### Hivatalos turnéhelyszínek
- Február 26. – Düsseldorf, Németország (Mitsubishi Electric Halle)
- Február 27. – Stuttgart, Németország (Porsche Arena)
- Február 28. – München, Németország (Zenith)
- Február 29. – Zürich, Svájc (Hallenstadion)
- Március 3. – Berlin, Németország (Velodrom)
- Március 4. – Lipcse, Németország (Arena Leipzig)
- Március 5. – Hamburg, Németország (Barclaycard Arena)

### Félhivatalos turnéhelyszínek
Ezeken a helyszíneken nem mindenütt játszották a fentebb felsorolt teljes tracklistát, és a hivatalos programban nem is szerepelnek, de később a Scooter több helyen úgy hivatkozott rájuk, mintha turnéhelyszínek lennének.
- Március 11. – Glasgow, Egyesült Királyság (O2 Academy Glasgow)
- Március 12. – London, Egyesült Királyság (The Forum Kentish Town)
- Március 25. – Jekatyerinburg, Oroszország (Teleclub) (elmaradt, mert a rossz idő miatt nem tudott a repülőgépük leszállni)
- Március 26. – Moszkva, Oroszország (Yotaspace)
- Március 27. – Szentpétervár, Oroszország (GlavClub)
- Április 1. – Bécs, Ausztria (Marxhalle)
- Április 30. – Budapest, Magyarország (Budapest Park)